# Frontenac (Gironda)
Frontenac è un comune francese di 723 abitanti situato nel dipartimento della Gironda nella regione della Nuova Aquitania.

## Società

### Evoluzione demografica
Abitanti censiti